# Pálos rend
A pálos rend magyar alapítású férfi remete szerzetesrend, amely a mai napig működik. Hivatalos neve: Szent Pál első remete szerzeteseinek rendje (latinul: Ordo Fratrum Sancti Pauli Primi Eremitae, OFSPPE; lengyelül: Zakon Świętego Pawła Pierwszego Pustelnika). A rendet Boldog Özséb esztergomi kanonok alapította, amikor 1250-ben egyesítette a Patacs-hegyi és a pilisi remetéket.
A rend központja jelenleg a lengyelországi Częstochowában, a Jasna Góra-i kolostorban van, a magyar tartomány székhelye pedig Pécsett. Magyar pálos közösségek vannak Budapesten (a Magyarok Nagyasszonya-sziklatemplomban), Márianosztrán és Petőfiszálláson.

## Elnevezése
Nevük kezdetben keresztúri remete barátok vagy ágostonos barátok volt. 1309-ben lett Szent Pál Első Remete rendje, a 17. századtól Első Remete Szent Pál Szerzetesei, 1883-tól pedig a jelenlegi nevük: Szent Pál Első Remete Szerzeteseinek Rendje. Németül 1750 után Paulinereknek nevezték őket. 1883 óta találkozunk a pálosok megnevezéssel.

## Címere

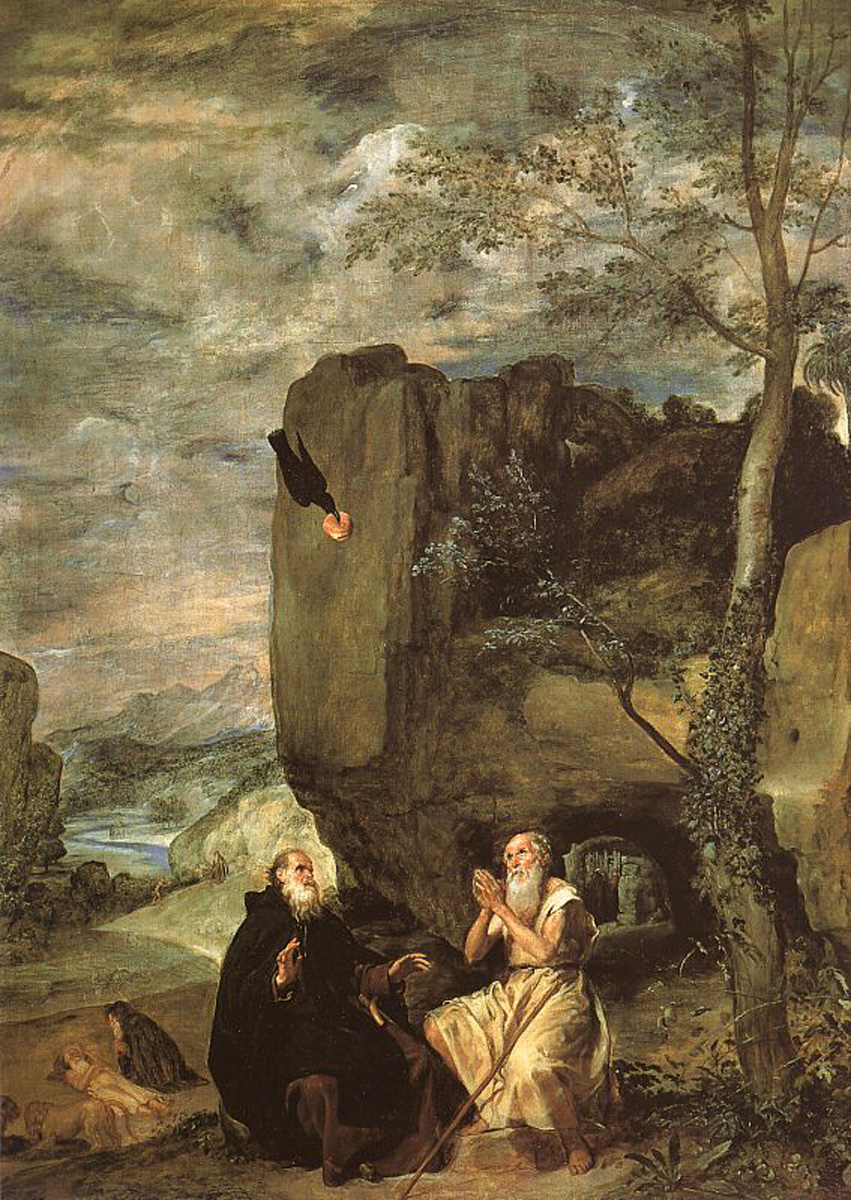
Diego Velázquez: Remete Szent Antal és Remete Szent Pál

A pálosok címere ovális pajzs kék mezejében, zöld talajon álló természetes színű pálmafa, melyhez két oldalról egy-egy természetes színű hímoroszlán ágaskodva támaszkodik. A fa tetején nyitott szárnyú, fekete holló, csőrében egy darab kenyér.
A címer elemei Remete Szent Pál életrajzából valók, amelyet Szent Jeromos írt. A címer elemeinek elrendezése az évszázadok folyamán változott. Pálmafa: ez táplálta, és látta el ruházattal Remete Szent Pált. Holló: csőrében egész cipót tart, így gondoskodott a Mennyei Atya a szent remetéről. Szentírási párhuzama az 1Kir 17,2–6-ban található. Oroszlánok: az életrajz tanúsága szerint Remete Szent Pál sírját két oroszlán ásta ki. Ezt egy középkori himnusz így örökítette meg:

„Bámulj világ, mert halandó 

ilyet nem láttál soha,

amilyen Pál temetése

volt s különös gyásztora:

sírját oroszlánok ásták,

amiben majd lent pihen,

szentjein keresztül Isten

századoknak így izen.”

– Deciana terret multum; Gyéressy Ágoston fordítása

A pálosok jelmondata: „Duplicavit annonam” (‘megkettőzte a járandóságot’ utalás arra, hogy a Remete Szent Pált kenyérrel tápláló holló kétszeres adag kenyeret hozott, mert a vendég Remete Szent Antal is ott volt).

## Története

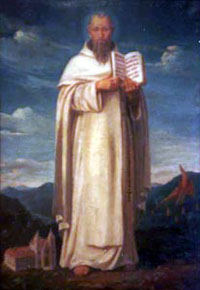
Boldog Özséb, a rend alapítója

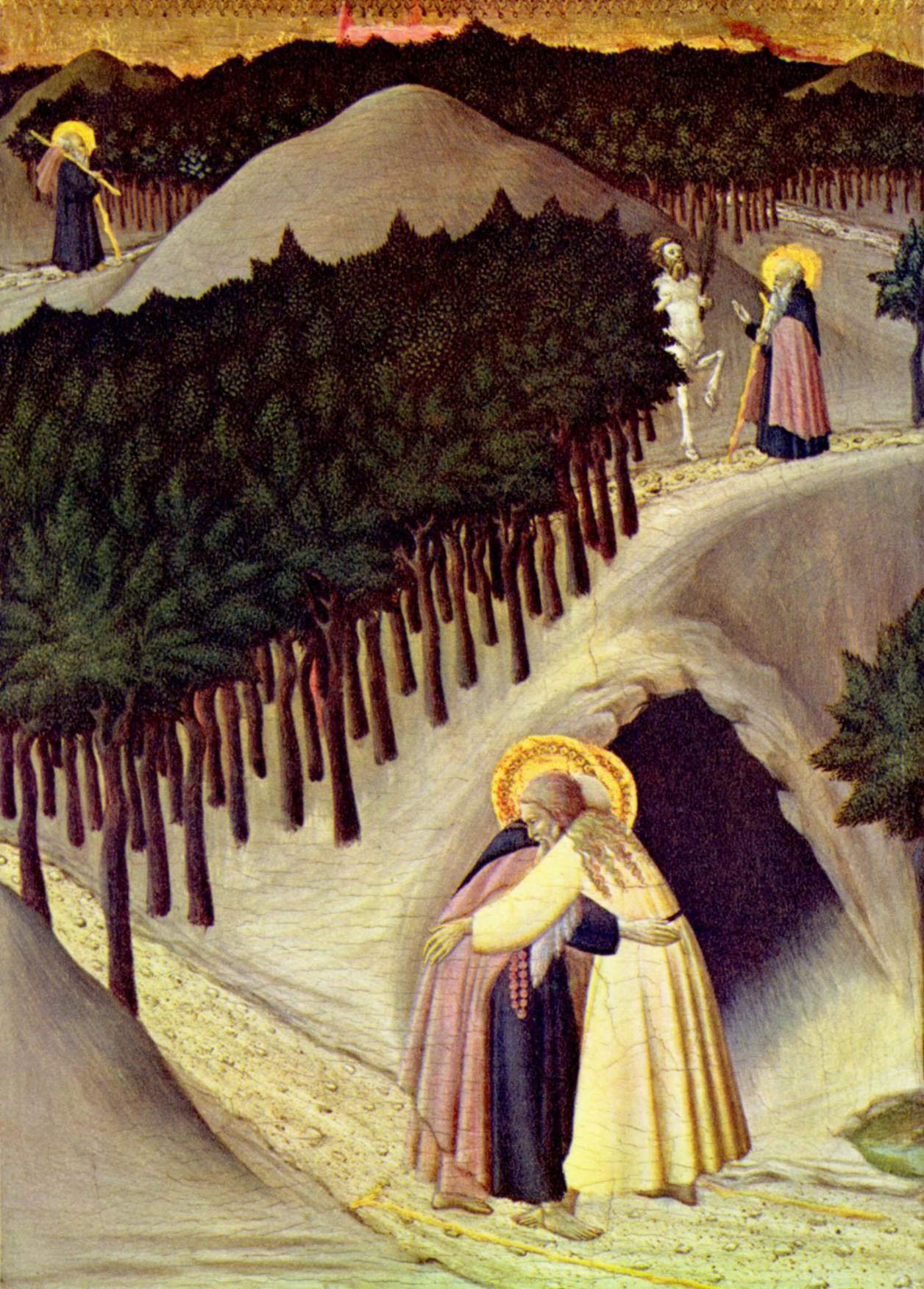
Remete Szent Antal és Remete Szent Pál találkozása

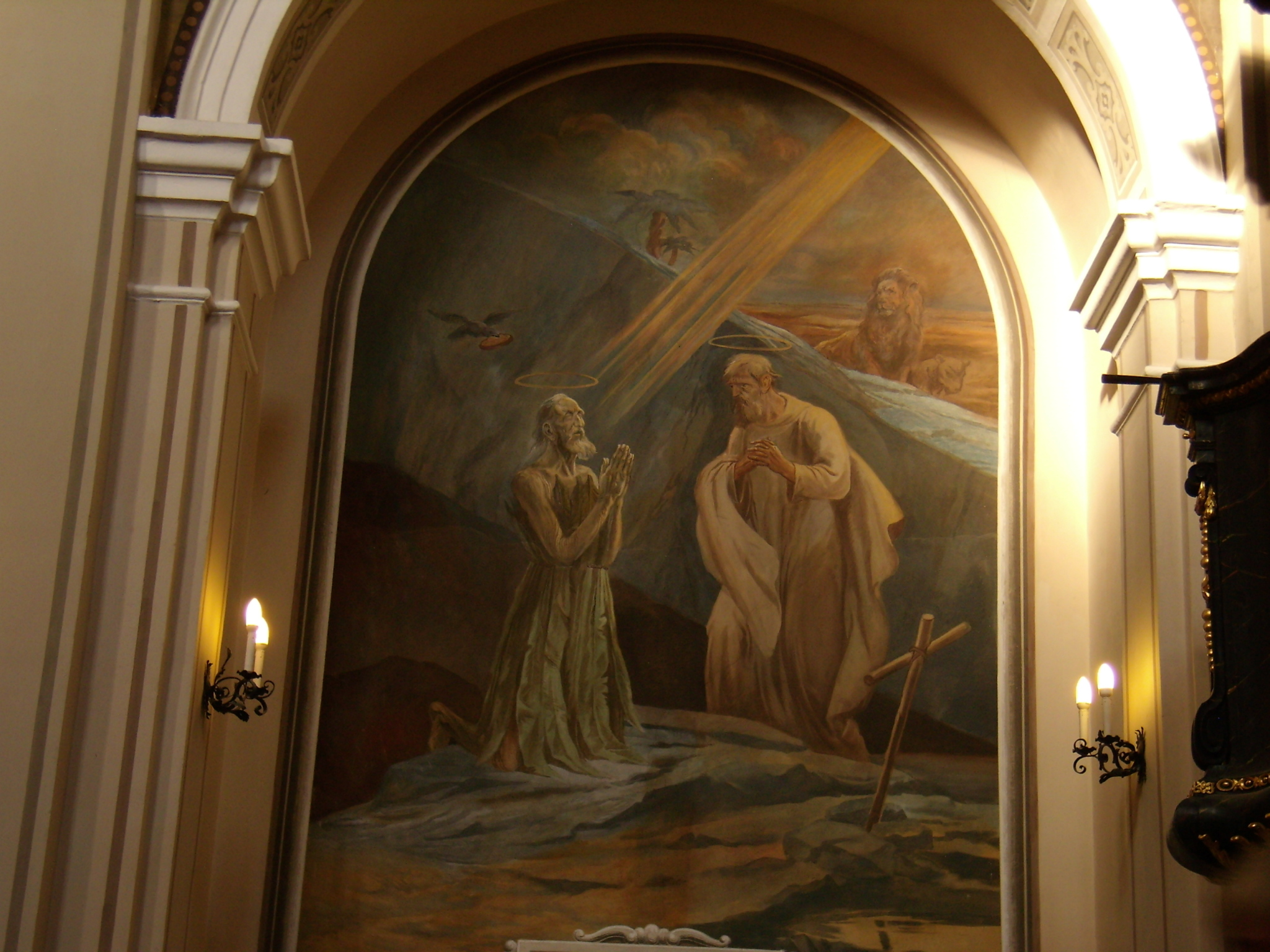
Remete Szent Pál-ábrázolás a pécsi Lyceum templomban

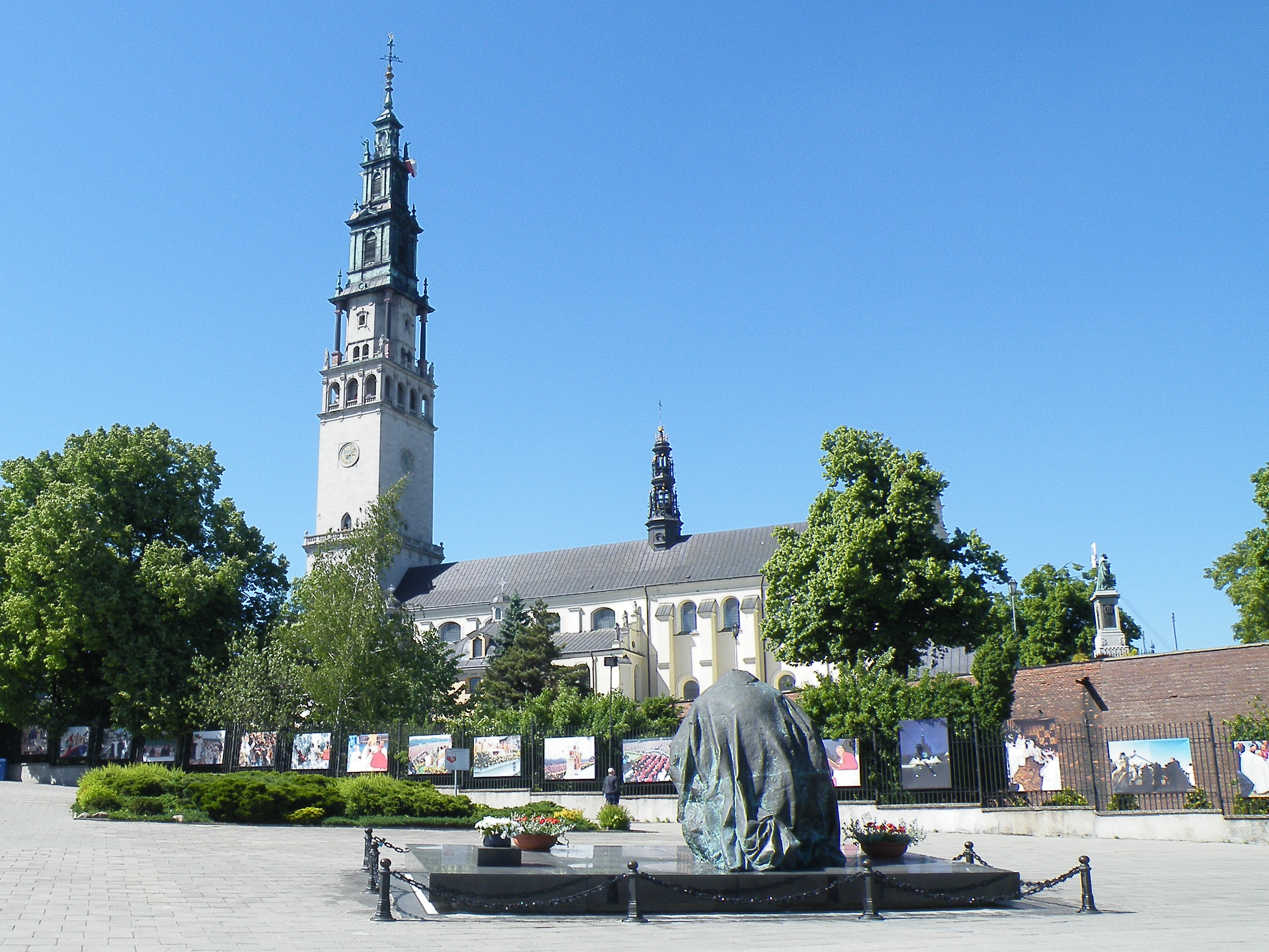
A pálos rend központja: a Jasna Góra-i kolostor

### A rend alapítása
A remeték jelenléte Magyarországon a kereszténységgel egyidős. Egyenként vagy kisebb csoportokban leginkább domb- és hegyvidéken, forrás közelében telepedtek le, formális alapítás nélkül, de a földesúr tudtával. A remetetelepek a megyés püspökök joghatósága alá tartoztak.
Legkorábbi emlékeink a mecseki remetékről maradtak fönn. Bertalan pécsi megyés püspök 1225 körül a Patacs és Ürög közötti Jakab-hegyen Idősebb Jakab apostol tiszteletére kolostort emelt a remetéknek, és bőven ellátta azt birtokokkal. Rövid szabályzatot is adott nekik. A Pilis hegység remetéinek 1250 körül Boldog Özséb esztergomi kanonok lett a vezetője. Hat remetével együtt a Pilis nyugati lábánál, a mai Pilisszántó és Kesztölc között fekvő Klastrompuszta helyén fölépítette a Sancta Crux (Szent Kereszt vagy Keresztúr) nevű monostort. Példájukat másutt is követték Magyarországon, de úgy látszik, a 14. század elejéig nem volt egységes nevük és szervezetük. Keresztúrról, ahol káptalanjaikat tartották, az oklevelekben keresztúri remetebarátoknak, máskor ágostonos barátoknak nevezték őket.
A rend keletkezését csak a Vitae fratrumból ismerjük. Özséb és a veszprémi egyházmegyéből több perjel és remete IV. Orbán pápához fordult, hogy engedélyezze részükre az ágostonos regulát. 1263-ban a pápa megbízta Pál veszprémi püspököt, hogy ha a remeték anyagi ellátását biztosnak találja, engedélyezze számukra a regula követését. Pál püspök csekélynek ítélte a rend vagyonát, így a pápától nyert felhatalmazás alapján ő maga adott szabályokat a közösség számára, és elrendelte, hogy csak a meglevő és megnevezett hét remeteségben lakhatnak az általa adott szabályok szerint. A pécsi és az egri egyházmegye remeteségeit föltehetően csak fokozatosan tudták egységbe tömöríteni a keresztúri barátok. 1290 körül már Erdélyben és Horvátországban is állnak pálos kolostorok. 1291-ben kérték szabályaik megerősítését Benedek veszprémi püspöktől és Monoszló Lodomér esztergomi érsektől. Lodomér a szabályokat kibővítette, és 1297-ben András egri püspök is átírta és megerősítette.
1308-ban, egy december 13-án kelt okmányban Gentilis bíboros, V. Kelemen pápa követe engedélyezte számukra, hogy Hippói Szent Ágoston regulája szerint szervezzék meg életüket, ám ekkor még keresztúri barátoknak nevezte őket. Egy 1309-ben kelt levelében káptalan tartását és konstitúciók alkotását is engedélyezte a rendnek.
A pálosok 1309-től a néhány évvel korábban alapított, a Szépjuhásznénál található szentlőrinci monostorban tartották évi káptalanjukat, és ez lett a generális perjelek székhelye, azaz a rend főkolostora is. XXII. János pápa 1327-ben a korábban ferences László kalocsai érseket kérte, hogy tájékoztassa a pálosok életkörülményeiről. Az érsek jelentését csak rövid összefoglalás őrizte meg a Vitae fratrumban, amely szerint Magyarországon ekkor kb. 30 monostoruk volt, s azok 12–20 szerzetest tudtak megfelelően eltartani. Ezeken kívül hegyek és erdők magányában, különösen az ország határai felé számtalan remete élt magányosan vagy kis csoportokban.
1328-ban kapták meg az első pápai kiváltságlevelet Károly Róbert kérésére. Ebben XXII. János pápa engedélyezte Hippói Szent Ágoston reguláját, generális perjel választását a káptalanon, fölmentette a remetéket a tized fizetése és a zsinatokon való kötelező részvétel alól. 1341-ben engedélyezte a pápa az addigi szürke kámzsa helyett a fehér színű habitus viselését, hogy megkülönböztessék magukat a kóborló remetéktől. 1340-ben Nicolaus Teutonicus generális perjel tárgyalása nyomán négy német remeteház csatlakozott a rendhez, amit később több is követett. VI. Kelemen pápa 1352-ben megengedte, hogy a monostoraikhoz tartozó familiárisokat, világiakat gyóntathassák.

### Magyarországi és európai elterjedése
1341 és 1347 között martonyi nemesek (Thekus fiai) megépítették Martonyiban a Háromhegyi pálos kolostort és I. (Nagy) Lajos több monostort is alapított, köztük a legnevezetesebb Márianosztra. Lajos kérésére XI. Gergely pápa a rend tagjait és monostorait 1377-ben kivette a megyés püspökök joghatósága alól és közvetlenül a Szentszék alá rendelte. 1381-ben a király megszerezte Velencétől a rend patrónusának, Remete Szent Pálnak ereklyéit, és azt a szentlőrinci monostorban helyezték el. A király ekkor társvédőszentként Remete Szent Pál oltalmába ajánlotta Magyarországot. A következő évtizedekben sokan zarándokoltak ide. 1382-ben valószínűleg Nagy Lajos indíttatására Oppelni László, aki 1367 és 1372 között nádor volt, alapította az első lengyel pálos monostort Częstochowa mellett a Jasna Górán (Fényes-hegy), mely a częstochowai Fekete Madonna képe által a lengyelek nemzeti szentélye lett. Tizenhat pálos szerzetes indult el Nosztráról Lengyelországba, hogy átvegyék a kegyhely gondozását. 1384-ben Gerényben (Kárpátalja) épül meg a pálosok kolostora.

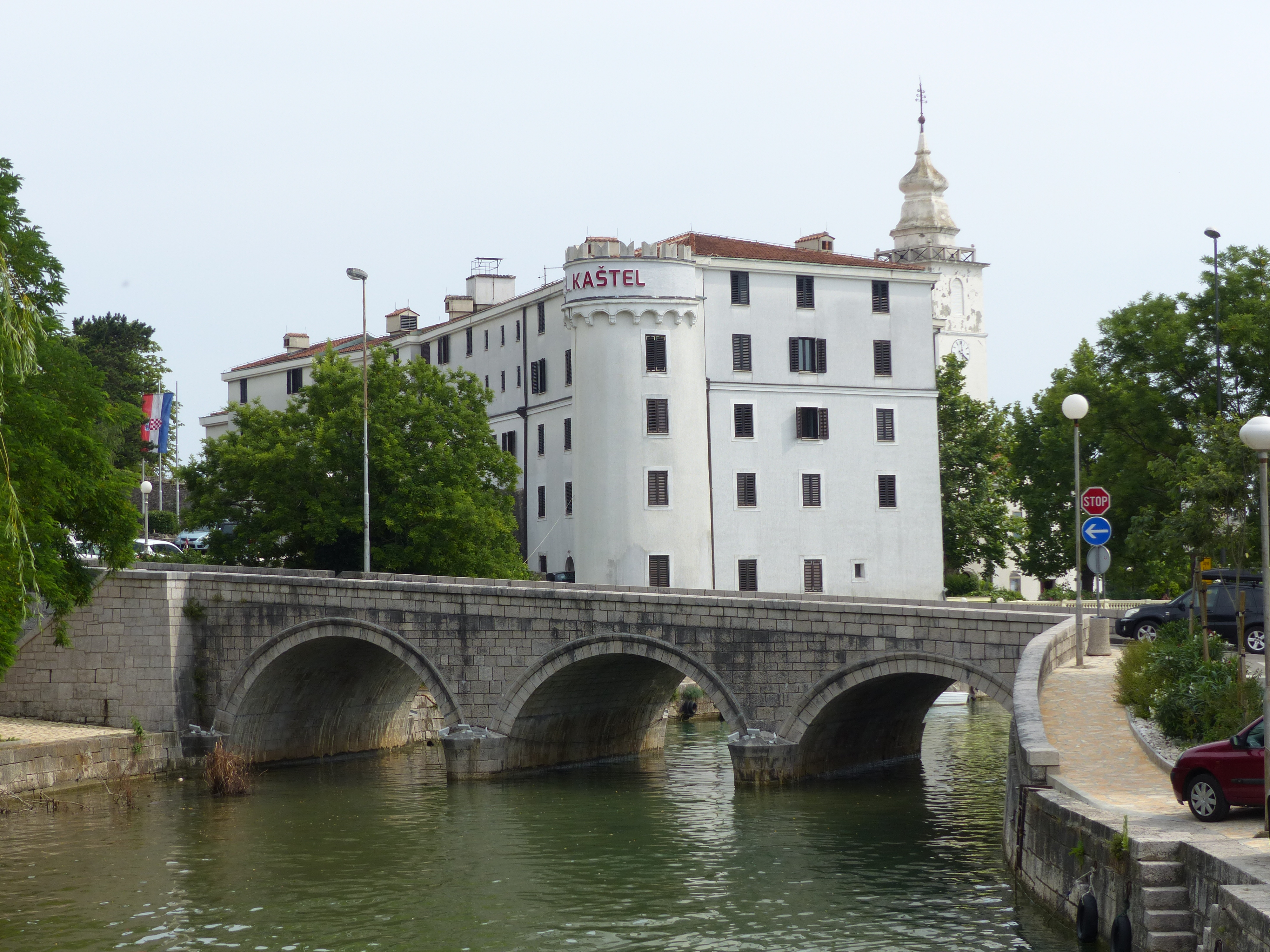
Pálos kolostor a horvátországi Cirkvenicában

A 14–15. században a horvát tengerparton és Isztrián is létesültek monostoraik. Frangepán Miklós 1412-ben kolostort építtetett a horvátországi Cirkvenicán, ahova pálos szerzeteseket hívott meg. Ausztriában 1414-ben Rannában, Mühldorf része 1476-ban Bécsújhelyen. 1404-től a pálosok Rómában is megtelepedtek, tizenkét magyar szerzetes volt a kolostor első lakója. Itt 1454-ben a Monte Celión a Santo Stefano Rotondo-templomot kapták meg a pápától. 1470 körül a Dráva és Száva közötti országrésszel együtt 58 monostor állt már Magyarországon, és 1526-ig ehhez még 12 járult, részben átvételek más rendektől, részben új alapítások. Ezeken kívül 1470 előttről 17 rövidebb életű, megszűnt remeteségről is tudunk.

### Mátyás és a Pálos rend
I. (Hunyadi) Mátyás király már a trónra lépésének évében több pálos kolostornak is adómentességet adott. Számos jobbágytelket és monostort adományozott a fehér barátoknak, pallosjoggal is felruházta őket.
1475-ben, tekintettel a rend erősödésére, IV. Szixtusz pápától kérte, hogy a Szent Márk-templom bíborosát nevezze ki a pálos rend protektorává és advocatusává, hogy a római kúriában a rend érdekeit képviselje. A Budaszentlőrinci kolostort Mátyás többször felkereste, a rendfőnökkel szívélyes kapcsolatot ápolt. A premontreiek zsámbéki és Csút-szigeti (ma: Hárosi-félsziget) monostorát, valamint Óbuda közelében Fehéregyházat a pálosoknak adta. 1483-ban alakult a vázsonyi (Nagyvázsony) monostor. Később II. Ulászló alapításával a pálosok a visegrádi és szentjobbi bencés monostorokat kapták meg, ez utóbbi az utolsó magyar királyi pálos kolostor. 1524-ben még folyamatban volt egy pálos klastrom alapítása. Gergellaki Buzlay Miklós fiai, Farkas és István, valamint nagybátyjuk, Buzlay Mózes özvegye, Podmanini Anna a Fejér vármegyei Tét birtokon (talán a Velencei-tó környékén) terveztek a remetéknek monostort állítani.
„A legjobb fejedelmet siratja a Pálos rend, amely elismeri, hogy egyrészt az egyik hollóstól, Isteni Pál atyánktól eredetét nyerte, másrészt a másik hollóstól, Mátyástól nem szerény anyagi javakat kapott s ezért gyászolva őt emlékezetében örökké megtartja.” – emlékezik meg Mátyásról a rend 1490-ben az emlékkönyvében.

### Szervezetük, egyházi, kulturális és irodalmi életük
Az évi generális káptalant a monostorok perjelei és adiscretusok (egy-egy vagy több monostor közös kiküldöttei) pünkösdkor tartották. Ekkor a generális perjel és a házak perjelei jelképesen lemondtak tisztségükről, de rendszerint újra megválasztották vagy megerősítették őket. 1439-ig a generális perjelek tisztségének időtartama változó volt. IV. Jenő pápa 1439. április 11-én előírta, hogy minden szökőévben, tehát négy évenként mást válasszanak generálisnak. Újraválasztani valakit csak négy év elmúltával lehetett. 1576-ig érvényesült ez a választási rend. A generális perjel nevezte ki helyettesét, a vikárius generálist és a titkári feladatot ellátó sociusát, továbbá a monostorok perjeleit. 1310-ben Újhelyt, 1358-ban Jenőn, 1373-ban Diósgyőrött említettek először a források vikáriust. A vikáriusok két vagy több monostor élén állottak, és a káptalanon ők voltak a definitorok, a határozatok előkészítői. 1470 körül készült az egyetlen forrás, a Pázmány Péter által fölhasznált és megörökített monostor-katalógus, amelyből a vikariátusok beosztását ismerjük. Eszerint 20 monostor Szentlőrinc, Nosztra, Diósgyőr, Gombaszög, Lád, Újhely, Ungvár, Bereg, Kápolna, Szentmihályköve, Szentlászló (Olasz, Baranya vármegye), Told, Szentpéter, Garics, Remete (Zágráb vármegye), Csáktornya, Gvozd, Örményes (a mai Zalacsány területén), Jenő és Csatka perjelei voltak egyúttal vikáriusok is. 1471-ben a generális perjel a pápához fordult, és 10 nagyobb hazai monostor Szentpál (Buda mellett = Szentlőrinc), Diósgyőr, Újhely, Kápolna, Szentmihályköve (Erdély), Örményes, Csáktornya, Garics, Remete és Lepoglava részére búcsú engedélyezését kérte. Lepoglava kivételével mindegyik vikáriusi székhely volt.
A 14. századtól a 16. század elejéig a ferencesek mellett a pálosok voltak a legkedveltebb szerzetesek Magyarországon. Csak kisebb birtokaik voltak. Malmot és szőlőt igyekeztek szerezni, halastavakat létesítettek, hogy a legszükségesebb ételt és italt biztosítsák. A 16. század közepéig a rend megőrizte remete jellegét, monostoraikat lakott helyektől távol építették. Templomaik szerények voltak, torony, kereszthajó és oldalhajók nélkül. A szentély rendszerint a nyolcszög 3 oldalával zárult. A konventépület többnyire a templom északi oldalához csatlakozott. 1600-ig saját misszálét használtak, amit 1490 körül Bázelban, 1514-ben és 1537-ben Velencében, és saját breviáriumot, amit 1488 körül Bázelban, 1537-ben és 1540-ben Velencében nyomtattak ki, azután áttértek az egységes római mise- és zsolozsmáskönyvre.
Napjaikat imádság, olvasás, elmélkedés és kétkezi munka töltötte ki. Nem törekedtek magasabb tanulmányokra és lelkipásztori feladatokra.
1456-ban megjelent az első magyar nyelvű, teljes Biblia, amely a pálos Báthory László munkája volt. Az ő nevét viseli a Báthory-barlang a Nagy-Hárs-hegyen. 1507-ben jelent meg Hadnagy Bálint életrajza Remete Szent Pálról. 1520 körül jelent meg Gyöngyösi Gergely atya rendtörténete, ami magyar fordításban több kiadásban is hozzáférhető.

### Magyarországi hanyatlás a török uralom alatt
1526 nyárutóján a mohácsi csatát követően a Budára vonuló törökök 11 pálos monostort kifosztottak és fölégettek, 25 szerzetest megöltek, többet megsebesítettek. A török inváziókor a pálos szerzetesek (Szent László, a lovagkirály volt példaképük) is szembeszálltak az ellenséggel Visegrádnál, hogy a Szent Koronát megőrizzék. Az oszmánok szeptember 7-től 10 napon át fosztogatták és pusztították a rend központját, a szentlőrinci monostort, végül fölégették értékes könyvtárával együtt, ahonnan elhurcoltak minden kódexet, és a magyar Biblia is eltűnt. Remete Szent Pál ereklyéjét Trencsén (ma Trenčín) várába menekítették, ahol egy tűzvész során végképp eggyé vált a magyar földdel. A pálos kincstárt Felsőelefántra (Horné Lefantovce), majd a horvátországi Lepoglavára vitték.
Mohács után lépett a történelem színpadára Fráter György, a pálosok fejedelme, Erdély megszervezője. Halála után szomorú, másfél évszázados űr költözött a Magyar Királyság területére. A magyar pálos rend első "keresztre feszítését" fejlődése csúcspontján érte meg; akkor, amikor Európa országaiban Portugáliától Oroszországig, Egyiptomban, és még Palesztinában is már csaknem kétszáz kolostora volt. Magyarországon viszont a kettős királyválasztás belharcai, majd 1541-től a török terjeszkedés és a reformáció következtében néhány évtized alatt rohamosan elnéptelenedtek a pálos kolostorok. A menekülők egy része Rómába utazott, ahol földet kaptak II. Gyula pápatól és letelepedhettek Celsanóban. A pilisi rendházból magukkal vitt „fekete madonna” kép, a város templomának oltárára helyezték. Mindezeket – a menekülést, a fára akasztott kegykép előtt imádkozókat és az ikon oltárra emelését – a Chiesa di Santa Maria in Celsano templom oldalfalainak freskóin is megörökítették. 
Házaik egy részét, főként északkeleten a hatalmaskodó és fosztogató főurak miatt kellett elhagyniuk. 1570-ben II. Károly osztrák főherceg a generális perjel kérésére utasította az ország lakóit, hogy a pálos perjelektől semmit sem szabad a generális hozzájárulása nélkül zálogba venni, mert elkótyavetyélik a rend vagyonát. Életfolytonosságát csupán Máriavölgy (Thall) és a horvát Lepoglava monostora tudta megőrizni, továbbá rövidebb megszakításokkal Elefánt, Csáktornya és a Zágráb melletti Remete. Máriavölgy lett a rend új központja, a generális perjel székhelye. Onnan indítottak szívós küzdelmet egykori birtokaik visszaszerzésére.

### Magyar újjáépítés és európai megerősödés
A 17. század első felében visszatelepültek 4 korábbi helyükre, Wondorfra, Sátoraljaújhelyre, Ládra, Terebesre. 1638-ban Pápán alapították egyik legjelentősebb házukat. 1652-ben Nagyszombatban zálog ellenében házat szereztek, hogy növendékeik az egyetemen teológiát tanulhassanak. 1686 után hamarosan letelepedtek Pesten és Pécsett. Később még 4 elpusztult régi monostorukat (Nosztra, Nagyjenő/Tüskevár, Diósgyőr, Család) sikerült helyreállítani, 8 új helyen kisebb rezidenciájuk létesült. 1700 körül Erdélyben is újabb kolostorok épülnek. Az 1648-ban alapított nagyszombati Központi Papnevelő Intézet építői és első lakói is pálosok voltak. A 17. századtól kezdve egyre nagyobb részt vállaltak a paphiánnyal küzdő Magyarország lelkipásztori feladataiban. Így pl. Széchényi Pál későbbi püspök, majd kalocsai érsek, és ennek a missziós munkának lett vértanúja Csepellényi György. Pápán és Sátoraljaújhelyt, majd a jezsuiták föloszlatása (1773) után Szakolcán, Szatmárnémetiben, Ungváron és Székesfehérvárt gimnáziumokban is tanítottak. Több híres pálos költő a magyarországi irodalmi életben is részt vett: Ányos Pál István, Virág Benedek, Verseghy Ferenc. A magyar politikai életben pl. Esterházy Imre, későbbi püspök, hercegprímás vett részt, aki Mária Teréziát koronázta meg.
A pesti rendházuk (a mai Egyetemi Templom) alapkövét 1715. május 14-én Bakay generális tette le (déli kerti szárny). Ekkor kapták a częstochowai kegykép rézlemezre festett másolatát. 1720. május 22-én kápolnát kezdtek építeni Jézus öt Szent Sebe tiszteletére, amit 1721. január 1-jén áldott meg a prior. Május 3-án megalapították a Jézus Öt Szent Sebe Társulatot. 1722-én Mayr Ágoston prior alatt fejezték be a déli szárnyat, a földszinten az ebédlőt, és az emeleten lévő cellákat. 1725-ben épült fel teljesen, és 1786-ig a rendi központtá lett.
XIV. Kelemen pápa 1770-ben Esterházy László Pál generális perjel kérésére a pálosokat a monasztikus rendek közé sorolta, hivatkozva IX. Bonifác pápa 1401. évi privilégiumára, amely a karthauziak összes kiváltságában részesítette őket.
A lengyel monostorok már a középkorban külön rendtartományt képeztek. 1643-ban a lengyel provincia 11 régi és 2 új monostort számlált 200 szerzetessel, a svábországi 5-öt 22, Isztria és a horvát tengerpart 7-et ugyancsak 22 szerzetessel. Ausztriában 2 házuk állott szintén 22 fővel. A 4 horvát monostor között Lepoglava volt a legjelentősebb, 1643-ban 24 szerzetes lakta, a többi 3-at összesen 16. A Dráván inneni Magyarországon 6 házban 41 szerzetes élt, ebből 14 Máriavölgyben, 15 Elefánton. 1643-ban Rómában kinyomtatták a pálos rend új konstitúcióját, de a tengeri úton a példányok nagyrészt odavesztek, s ezért 1646-ban Bécsben újra kellett nyomni. Ez időtől tűnt föl a rend magyar megjelölése Első Remete Szent Pál Szerzeti. A 18. század első felétől németül Pauliner a nevük, míg a pálosok elnevezéssel csak 1883 óta találkozunk.
1700-ban a magyar rendtartománytól különvált a horvát–osztrák provincia, amely 1710-ben kettévált, és a horvátok központja Lepoglava lett. 1721-ben a magyar rendtartományt hivatalosan 5 konvent, 12 rezidencia és a római ház képezte, és 161 rendtagot számlált. A lengyel provincia létszáma ugyanakkor 250, a rajnai-sváb tartományé 35, az isztriaié 48, a horváté 123, az osztráké 80 tag. 69 helyen 697 szerzetest számlált a rend. 1726-ban Rómában kinyomtatták, 1727-ben pedig bevezették az új rendi szabályokat.

### A felvilágosodás kora

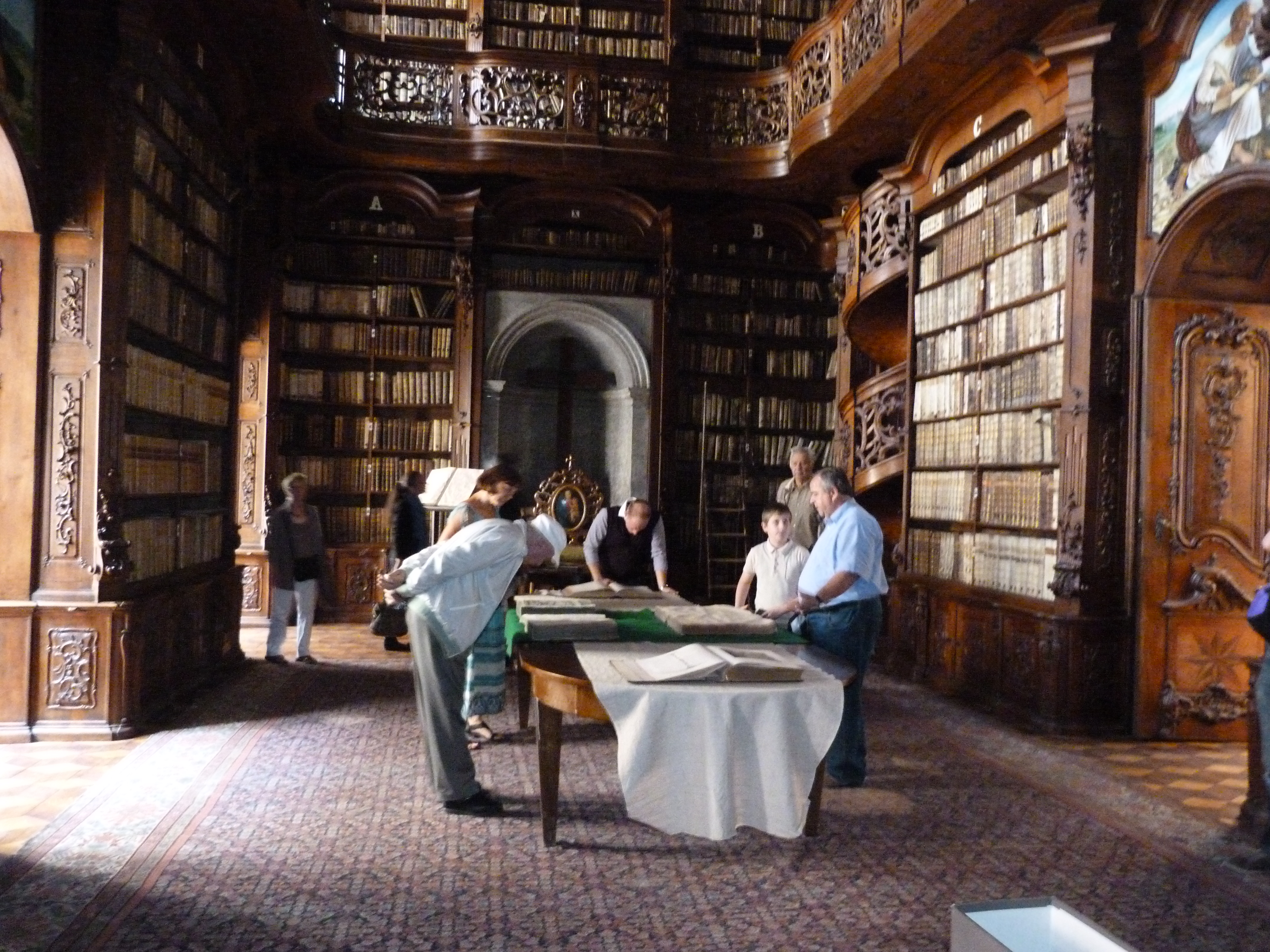
A Pálos Könyvtár (2012)

A pálos rend „nettó” vagyona a 18. században több mint 4,5 millió rénus forint volt. A pálos gazdaságok jó működéséhez ugyanis hozzájárult financiális rátermettségük és szociális érzékenységük is; például másoknál alacsonyabb kamatra adtak pénzt, sőt a szegények és rászorultak kamatmentes kölcsönt is kaphattak. A pálosoknak iskoláik voltak, filozófiájuk Arisztotelész és Aquinói Szent Tamás tanaira épült; és nem utolsósorban a rendet mindenkor jellemző erősen magyar szellemiségre: ez volt a pálos lelkület, avagy a „pálos szellem”.
A felvilágosodás hatása alatt álló II. József császár 1782. január 12-én Magyarországon és az örökös tartományokban feloszlatta a pálosokat és más, "hasznos tevékenységet" nem folytató szerzetesrendeket, vagyis azokat, amelyek nem oktatással, betegápolással vagy a képzéssel foglalkoztak. A rendelet 40 pálos kolostort illetve rezidenciát érintett és 313 pálos szerzetest. A feloszlatás idején a pálos rend könyvtáraiban több, mint tízezer kötet maradt.
1790 körül Esterházy László Pál pálos szerzetesből lett pécsi püspök, nehezen békélt meg a szerzetesrendek feloszlatásával. Felújította már meglévő Püspökszentlászlón lévő templomát, és egy püspöki nyaralónak álcázott kolostort is építtetett, hogy a szerzetesi életformát titkon továbbvihessék. Ottani remetékről még a 19. században is tudtak a szentlászlóiak.
1819-ben Porosz-Lengyelországban, 1864-ben Orosz-Lengyországban záratták be a rendházaikat. Ezután csak a częstochowai és a krakkói monostor maradt életben.

### Újabb feltámadás, majd kommunista elnyomás

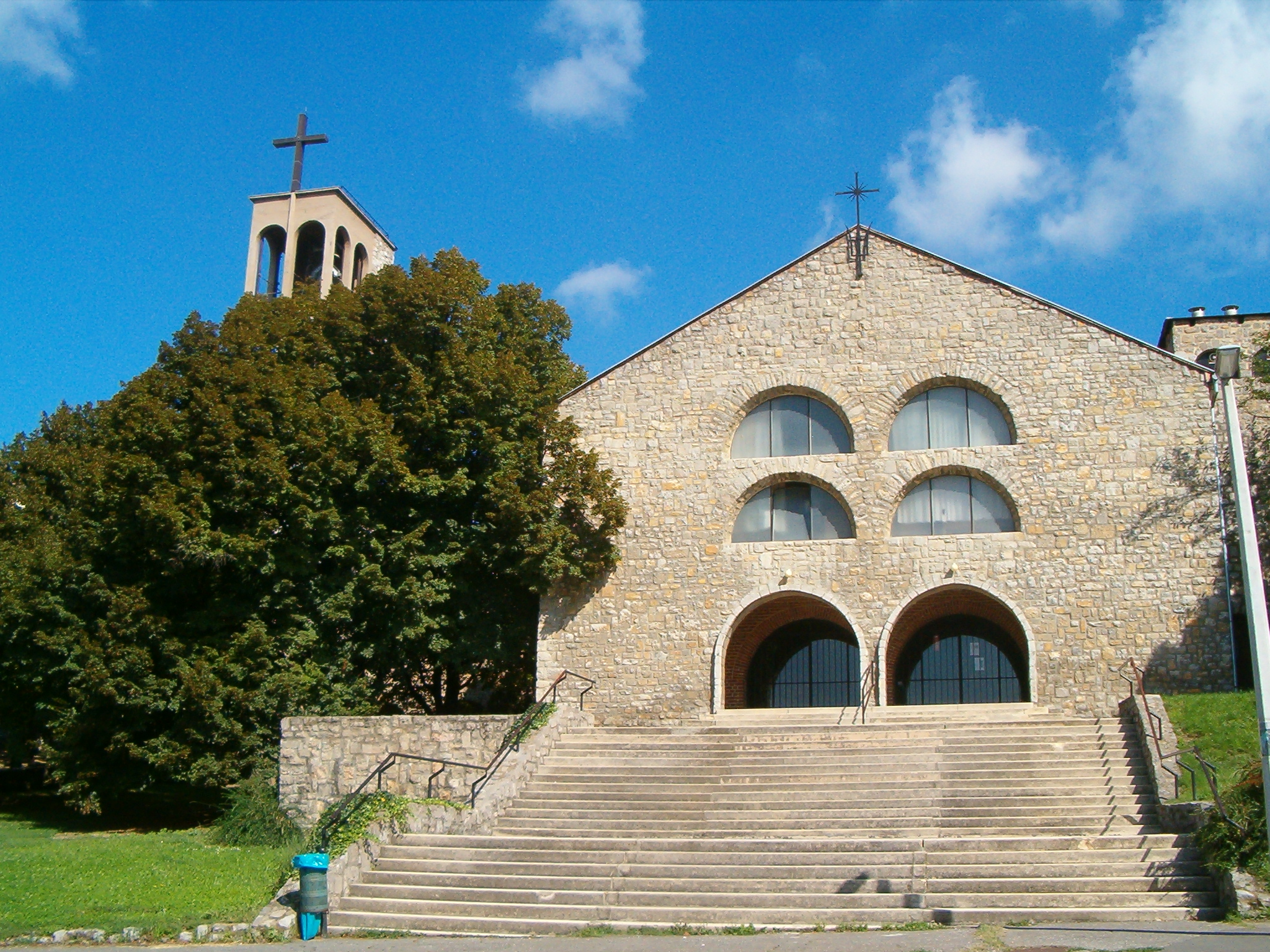
A Pécsi pálos templom

1864-ben Scitovszky János bíboros szerette volna hazatelepíteni a rendet, és be is hozatott néhány szerzetest Lengyelországból, akik Esztergom közelében kaptak házat. Azonban a hercegprímás halála után a lengyel elöljáróság feloszlatta az új szerveződést, és lakóinak 1867-ben vissza kellett térniük Krakkóba.
1919 után Lengyelországban ismét erőre kapott a rend, 1931-ben új konstitúció lépett életbe. Több sikertelen kísérlet után lengyel pálosok segítségével 1934-ben Budán birtokba vehették a Gellért-hegyi Sziklatemplomot, 1935-ben Pécsett, 1940-ben Petőfiszálláson (Pálosszentkút) alapítottak a pálosok ismét házakat Magyarországon.
1950-ben – amikor elrendelték az összes szerzetesrend feloszlatását – az új magyar rendtartománynak 21 pappá szentelt és kb. 20 segítő testvér tagja volt. 1951. húsvéthétfőjén az ÁVH betört a Sziklatemplomba, és begyűjtötte a pálosokat. Amit lehetett magukkal vittek, beolvasztották, a többit összetörték. A barlang bejáratát két méter vastag betonfallal torlaszolták el és zárták le. Vezér Ferenc atyát halálra ítélték, és az ugyanezen év augusztusában a Gyűjtőfogház udvarán az ítéletet végrehajtották. 1958-ban pedig Kováts Ferenc atyát is letartóztatták, s úgy összeverték, hogy végül belehalt sebeibe.
1979-ben Lengyelországban 9 monostor és 3 rezidencia, Rómában 1, az USA-ban (Doylestown, Kittaning) és Svédországban (Stockholm, Nyköping) 2–2, Jugoszláviában 1 szerzetesház tartozott a rendhez 226 szerzetessel, közöttük 122 pappal. 1987-ben Josef Platek generális perjel bevezette a legújabb konstitúciót.

## A rend mai helyzete

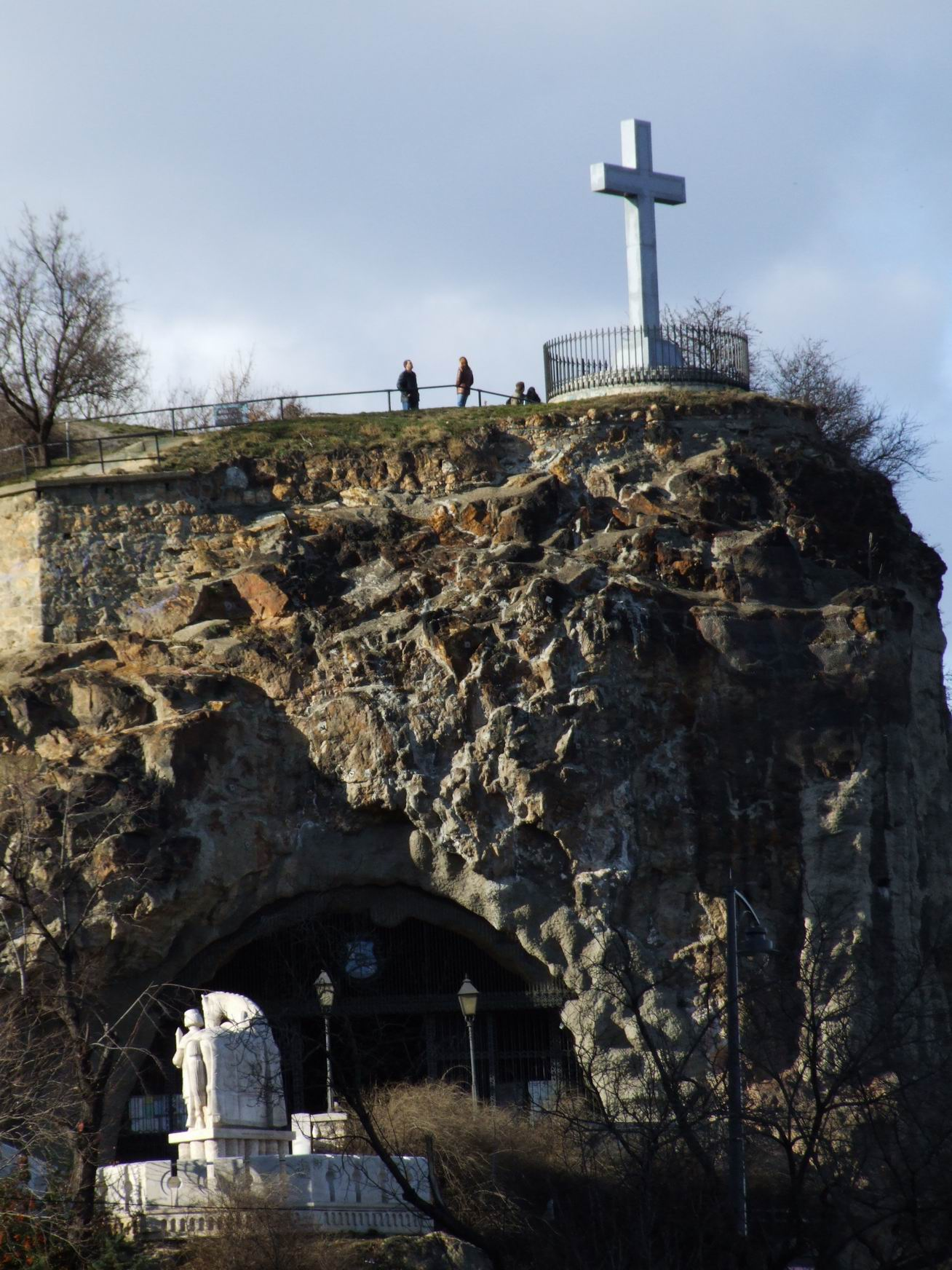
A Magyarok Nagyasszonya-sziklatemplom a Gellért-hegy lábánál

1989-ben – a hazai rendszerváltás után – ismét újjáalakulhatott a Magyar Pálos Rend, és ismét napvilágra került a Sziklatemplom. A központ Pécs lett, növendékképzésre is szolgáló rendházzal, és visszakapták márianosztrai, valamint petőfiszállási házukat is.
1991-ben Budapest lett a Nemzetközi Pálos Szimpózium helyszíne, ennek előadásai a Varia Paulina sorozat keretében jelentek meg. Ezt követte Gyöngyösi Gergely könyvének új kiadása, majd Fráter György életrajzának megjelentetése.
2003-tól a rend női ágát képezi az Esztergomi Boldog Özséb Engesztelő Nővérei közösség, amely felvette a Első Remete Szent Pál Monasztikus Nővérei nevet (röviden Pálos Nővérek).
Az erdélyi Hargitafürdőn 2014. január 26-án egy új pálos szerzetesház alapítására került sor a Gyulafehérvári főegyházmegye keretén belül a helyi Szent István kápolnában. A rend számára egy új pálos kolostor építése kezdődött 2020-ban, amely 2023-ra készült el. Felszentelését és átadását Szent István napra tűzték ki (2023. augusztus 20.).

„Remete múltunkból fakadó hivatásunk: az Isten jelenlétében való élet, a magány szeretete, az imádság, a vezeklő élet és a Boldogságos Szent Szűz különleges tisztelete. Apostoli küldetésünk részeként, érzékenyen az idők jeleire lelkipásztori munkát is végzünk, mely elsősorban az igehirdetésben és a szentségek kiszolgáltatásában, különösen a gyóntatásban nyilvánul meg. Magyar alapítású szerzetesrendként lelkiségünk fontos része a nemzetünkért való imádság és engesztelés.
”

– Pálosok küldetéstudata 2015-ben, a Ferenc pápa által meghirdetett Megszentelt Élet Évében

Pécs városának Önkormányzata 2018-ban felveszi a Magyar Pálos Rendet a Pécsi Értéktárba mint kulturális örökség.
2019-ben a Magyar Pálos Rend tartományfőnöke javaslatot terjeszt fel a Magyar Kormányhoz a rendnek a Hungarikumok Gyűjteményébe való felvételéhez. Ekkor a rendnek 21 tagja élt Magyarországon.

### Külföldi pálosok
A 2010-es években Magyarországon kívül még 13 országban mintegy 400 szerzetes működött összesen 54 rendházban:
- Lengyelország: 20 perjelség, illetve kisebb ház, kb. 190 szerzetes, 75 növendék.
- Németország: 6 ház, 29 szerzetes.
- USA: 5 ház, 25 szerzetes.
- Olaszország: 5 ház, 18 szerzetes.
- Ausztrália: 6 ház, 21 szerzetes.
- Szlovákia: 2 ház, 8 szerzetes.
- Horvátország: 3 ház, 7 szerzetes, 3 növendék.
- Ukrajna: 2 ház, 6 szerzetes.
- Dél-Afrika: 1 ház, 4 szerzetes.
- Belgium: 2 ház, 3 szerzetes.
- Fehéroroszország: 2 ház, 3 szerzetes.
- Csehország: 1 ház, 3 szerzetes.
- Kamerun: 1 ház, 3 szerzetes.

2019-ben 73 rendházban mintegy 550 pálos szerzetes élt (a fentieken kívül még Angliában és Spanyolországban). Pálos rendtartományok: Magyarország, Szlovákia, Horvátország, Németország, Egyesült Államok, Ausztrália. A különböző országokban élő rendek rendszeresen próbálnak kapcsolatot tartani és találkozókat szervezni egymással.
A rend központja, a magyar pálosok által 1382-ben alapított częstochowai Jasna Góra kolostor, amely ma az egyik leglátogatottabb Mária-kegyhely a világon.

## Magyar pálos helyek

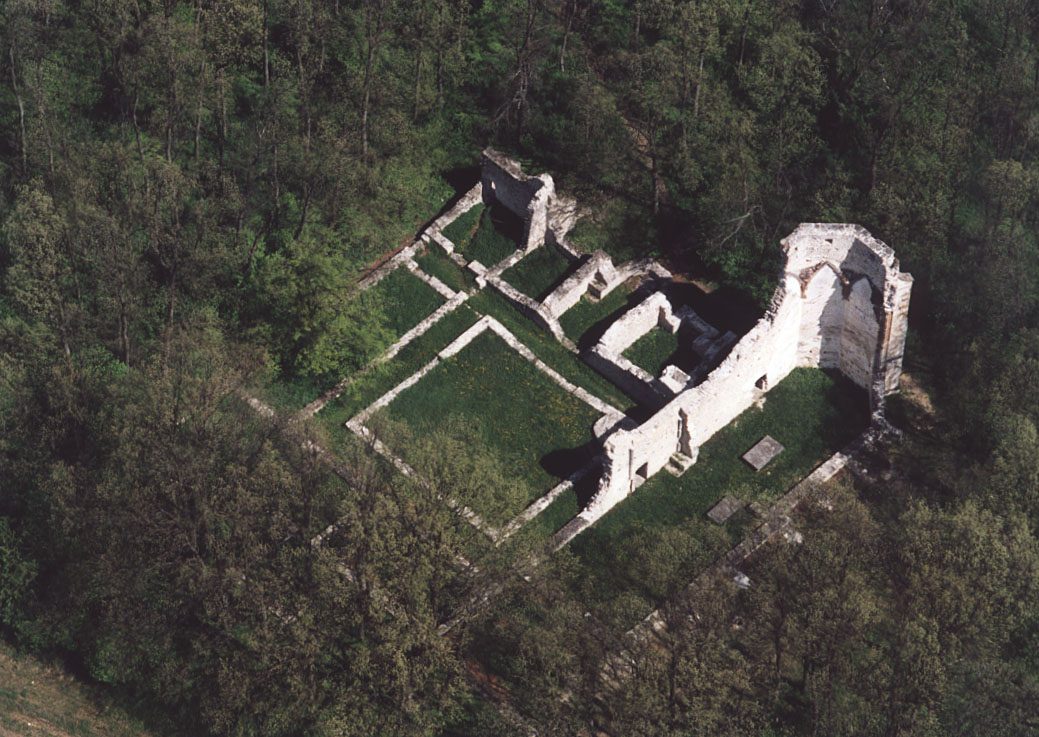
Pálos kolostor romjai, Nagyvázsony

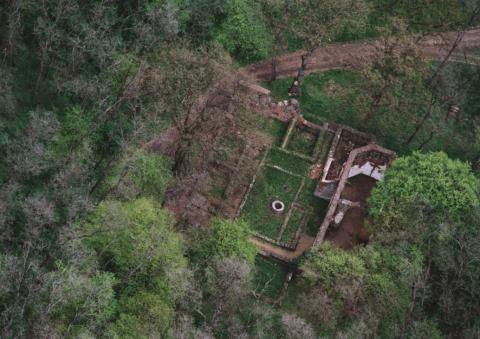
Pálos kolostor romjai, Salföld

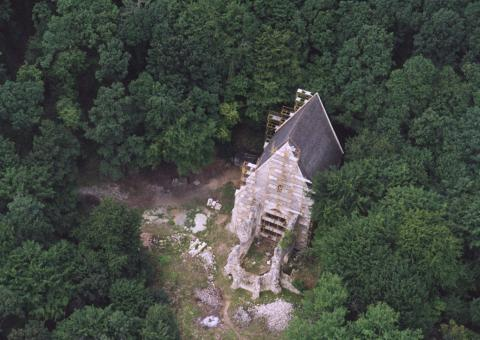
Pálos templom romjai, Martonyi

### Működő pálos helyek
2019-ben Magyarországon négy férfi szerzetes rendház fejti ki tevékenységét, amely 2003-ban kiegészült a rend női ágával (Pálos Nővérek):
- Sziklatemplom, (Budapest)
- Magyarok Nagyasszonya-bazilika (Márianosztra, Börzsöny)
- Pálos (Szent Imre-) templom és kolostor (Pécs)
- Petőfiszállás-Szentkút (Kiskunfélegyháza mellett)
- Első Remete Szent Pál Monasztikus Nővérei, (Erdőkürt)

### Volt pálos templomok
- Egyetemi templom (Budapest)
- Sajólád, plébánia-templom
- Porva, plébánia-templom
- Csatka, plébánia-templom
- Pápa, pálos templom
- Sopronbánfalva, Hegyi templom
- Sátoraljaújhely, Piarista templom
- Máriavölgy (Pozsonyi kerület)

### Volt pálos kolostorok
- Cirkvenica, Horvátország

### Csak romjaikban létező kolostorok vagy templomok
| Elnevezés                                             | Információ (tájegység)                              |
| ----------------------------------------------------- | --------------------------------------------------- |
| Szent Kereszt monostor                                | Klastrompuszta (Pilis)                              |
| Szent Kereszt kolostor                                | Pilisszentlélek (Pilis)                             |
| Szent Lőrinc kolostor                                 | Budaszentlőrinc (Budai hegyek)                      |
| Bakonyszentjakabi pálos kolostor                      | Sáska közelében (Balaton-felvidék)                  |
| Szent Mihály kolostor                                 | Nagyvázsony (Balaton-felvidék)                      |
| Szent Mária Magdolna kolostor (kőkúti pálos kolostor) | Salföld (Balaton-felvidék)                          |
| Szent Erzsébet kolostor                               | Tálod (Balaton-felvidék)                            |
| Szent Péter kolostor                                  | Pogányszentpéter (Zalaapáti-hát)                    |
| Iharosi pálos templom                                 | Iharos (Zalaapáti-hát)                              |
| Szent Fülöp és Jakab kolostor                         | Regéc (Abaúji-Hegyalja)                             |
| Gönci pálos kolostor                                  | Gönc (Abaúji-Hegyalja)                              |
| Bükkszentléleki pálos kolostor                        | Bükkszentlélek (Bükk)                               |
| Diósgyőri pálos kolostor                              | Diósgyőr (Miskolci-Bükkalja)                        |
| Szent János kolostor                                  | Kurityán, Kazincbarcika közelében (Sajó-völgy)      |
| Martonyi (háromhegyi) pálos kolostor                  | Martonyi (Bódva-völgy)                              |
| Toronyalja pálos kolostor                             | Kóspallag (Börzsönyi-kismedencék)                   |
| Keresztelő Szent János Premontrei kolostor            | Zsámbék (Zsámbéki-medence)                          |
| Jakab-hegyi pálos kolostor                            | Jakab-hegy (Mecsek)                                 |
| Kápolnai pálos rendház                                | Kápolna, Nagyvárad közelében (Erdély – Bihar megye) |
| Szűz Mária kolostor                                   | Máriacsalád-puszta (Nyitra)                         |

## Egyiptomi kutatások
1996-ban Vörös Győző magyar egyiptológus thébai ásatásai során vitatott tudományos eredményekre jutott: állítása szerint rábukkant egy sziklabarlangra, ahol olyan Pantokrátor Krisztus-ábrázolást fedeztek fel, amilyen a Szent Koronán is van; az eredeti falfestmény kopt keresztények műve a 4. századból. Ennek újabb másolatát a Gellért-hegyi thébai kápolnában helyezték el.
Vörös megállapításaival szembefordult a magyar tudományos közélet. Miután a szponzorpénzekkel támogatott feltárás eredményeiről beszámoló ünnepélyes rendezvényre nem hívtak meg sem egyiptológusokat, sem régészeket, a szakemberek az esti tévéhíradóból értesültek a bejelentésekről, és rövidesen egyetértésre jutottak abban, hogy – Szalai Tamás régész szavaival – „áltudományos szélhámosságról van szó”. Gaboda Péter egyiptológus egy rádióműsorban ugyanekkor „tudományos blöffnek” nevezte a szenzációt.
Később összesen huszonkilenc egyiptológus és régész írta alá a Vörös megállapításait cáfoló közös állásfoglalást, az aláírók között két személy kivételével minden aktív magyar egyiptológus szerepelt. Makkay János régész a Kis Újságban fejezte ki kétségeit az ásatások szakmai értékével kapcsolatban. Utólag Kákosy László, Vörös korábbi mentora is elhatárolódott tanítványa állításaitól.
A Ramszesz-fiúk sírjainak kutatójaként ismert Kent Weeks, aki Vörös állítólagos felfedezését már 1983-ban feltárta, szintén cáfolta a magyar egyiptológus következtetéseit.
Szalai Tamás régész szerint voltaképpen a következő történt: Vörös „a Thot-hegyen megtalálja azt a középkori sziklaüreget, amelyről előtte már többen is hírt adtak (…) kinevezi a királysírokra távolról sem hasonlító üreget Montuhotep Szanhkaré fáraó sírjának, a benne található kopt freskót pedig Kr. u. 4. századinak. Ez utóbbi azért fontos, hogy – a freskót egyébként teljesen alaptalanul Remete Szt. Pálhoz kötve, kinek bizonytalan hitelű ereklyéit a Gellért-hegyi kápolnában őrzik – kifejezhesse hódolatát a róm. kat. egyház és annak esztergomi bíboros érseke előtt. Azóta a Gellért-hegyi sziklakápolnában felavatták a kopt freskó másolatát – lelkük rajta.”

Az új évezredben Makovecz Imre építész a kopt pápa személyes megbízásából Egyiptomban, egy másfél ezer éves kolostor maradványai fölé tervezett egy új templomot, a mai kor szerzetesei számára. [forrás?]

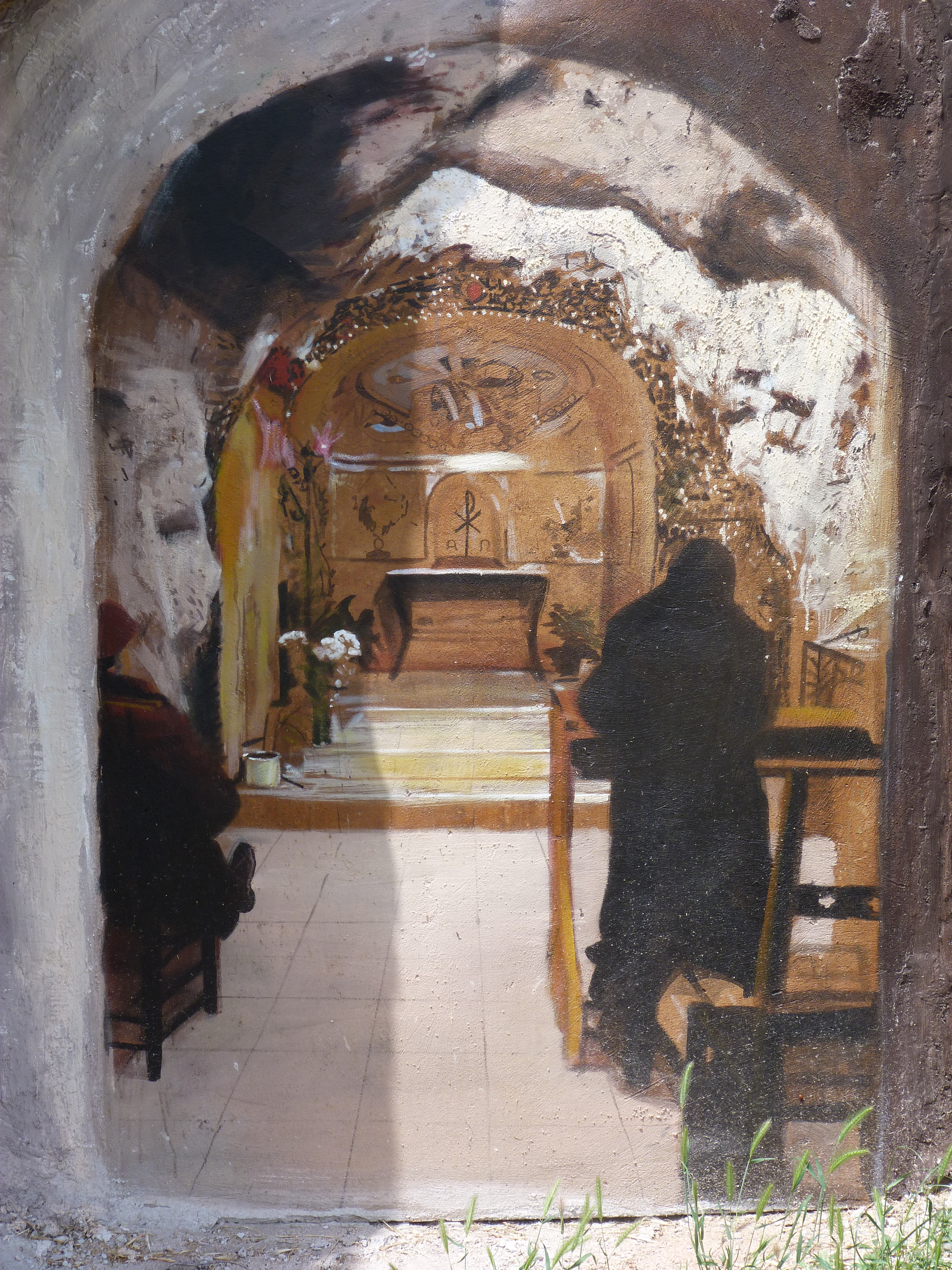
Thébai sziklakápolna – graffiti a Gellért-hegy lábánál

## Idézetek
Pázmány Péter: „Et tu Hungaria, mi dulcis patria, cum Paulinis crescis, et cum itidem decrescis.” (Te is, Magyarország, édes hazám, a pálosokkal fogsz növekedni, és ugyanazokkal fogsz hanyatlani)

## További irodalom
- Gregorius Gyöngyösi: Vitae Fratrum Eremitarum Ordinis Sancti Pauli primi eremitae. Ed. Franciscus L. Hervay. Budapest, 1988
- Császár Elemér: Ányos Pál (1756-1784) (Budapest, Magyar Történelmi Társulat, 1912)
- Csizmadia Zoltán: A budapesti Sziklatemplom története, Pálos Rend, pdf letöltés
- Guzsik Tamás: A pálos rend építészete a középkori Magyarországon (Budapest, Mikes K., 2003)
- Juhász József: A pálos szindróma. In: Országépítő (2002/2. sz.) 8–12. oldal
- Lissák György: Az aranykígyó (1998, Fráter György Alapítvány)
- Gönzi Tamás: Piliscsillag, Napcsillag (2004)
- F. Romhányi Beatrix 2007: Pálos gazdálkodás a 15-16. században. Századok